# Yoldiella valettei
Yoldiella valettei is een tweekleppigensoort uit de familie van de Yoldiidae. De wetenschappelijke naam van de soort is voor het eerst geldig gepubliceerd in 1906 door Lamy.